# Penttilamyces
Penttilamyces Zmitr., Kalinovskaya & Myasnikov – rodzaj grzybów należący do rodziny gnilicowatych (Coniophoraceae).

## Systematyka i nazewnictwo
Pozycja w klasyfikacji: Coniophoraceae, Boletales, Agaricomycetidae, Agaricomycetes, Agaricomycotina, Basidiomycota, Fungi (według Index Fungorum).
Gatunki:
- Penttilamyces lichenicola (Thorn, Malloch & Ginns) Zmitr., Kalinovskaya & Myasnikov 2019
- Penttilamyces olivascens (Berk. & M.A. Curtis) Zmitr., Kalinovskaya & Myasnikov 2019 – tzw. strocznica oliwkowa
- Penttilamyces romellii (Ginns) Zmitr., Kalinovskaya & Myasnikov 2019

Wykaz gatunków i nazwy naukowe na podstawie Index Fungorum. Nazwy polskie według Władysława Wojewody..
W Polsce występuje P. olivascens i P. romellii (podane jako Leucogyrophana).